# Народная Рада
Народная Рада — политическая организация галицких народовцев основана 24.10. 1885 года в Львове под руководством Ю. Романчука с целью продолжать традиции Главной Русской Рады 1848 г.: в противовес захваченной русофилами Русской Раде («Русская Рада»), которая от этих традиций отправить. Н. Р. выпустила воззвание к «русинам галицкой земли», а первые её общие сборы состоялись 2 февраля 1888 г. Органами Народного Совета были частично «Родина» и «Дело».
Народная Рада стояла на позициях единства галицких украинцев с приднепровцами и обособленности от польского и русского народов, ставила своей целью защиту конституционных прав галицких украинцев и равенства с другими народами Австро-Венгрии и требовала раздела Галичины на украинскую и польскую. Народная Рада не была партией и не имела филиалов. На её базе в 1899 г. появилась Национально-Демократическая Партия.